# Franciszek Grimaldi
Franciszek Grimaldi, zwany Przebiegłym (zm. 1309) – pierwszy senior Monako w latach 1297–1301.

## Życiorys
Franciszek (wł. Francesco) był synem Wilhelma (zm. przed 1302) i Jakubiny. Wilhelm był synem Antoniego (zm. 1259), stryja Rainiera I, głowy rodu Grimaldich.
Ożenił się w 1295 r. z Aurelią del Carretto, wdową po Lanfranco Grimaldi, francuskim namiestniku Prowansji. Małżeństwo było bezdzietne. Żona miała z pierwszego małżeństwa dzieci, w tym Rainiera I Grimaldi, seniora Cagnes.
Franciszek zazdrościł Rainierowi I bogactwa i władzy. Z powodu swoich cech zwany Malizia, czyli Przebiegłym, Złośliwcem. Należał wraz z rodziną Grimaldich do stronnictwa cesarskiego (gibelinów). W 1295 r. prowadząc oddziały Gibelinów pokonał genueńskich gwelfów na terenie Ligurii. Uciekli oni na Skałę, do fortecy. Franciszek, celem zaatakowania twierdzy, musiał czekać dwa lata. 8 stycznia 1297 r., nocą przy porywistym wietrze, poprowadził grupę swoich wiernych ludzi, aż pod mury. Franciszek w przebraniu mnicha franciszkańskiego zapukał do bramy celem gościny na noc. Strażnicy wpuścili go do środka. Wyciągnął miecz spod habitu i krzyknął na swych ukrytych ludzi, którzy wpadli na otwartą bramę. Pozabijali oni zaskoczonych Genueńczyków oraz przejęli twierdzę. W ten sposób Monako znalazło się w rękach rodziny Grimaldich. Franciszek nie miał siły ani środków, aby odpierać ponawiane ataki Genueńczyków. W 1301 r., cztery lata po zdobyciu Skały, postanowił z niej uciekać.